# Kamień runiczny z Kuli

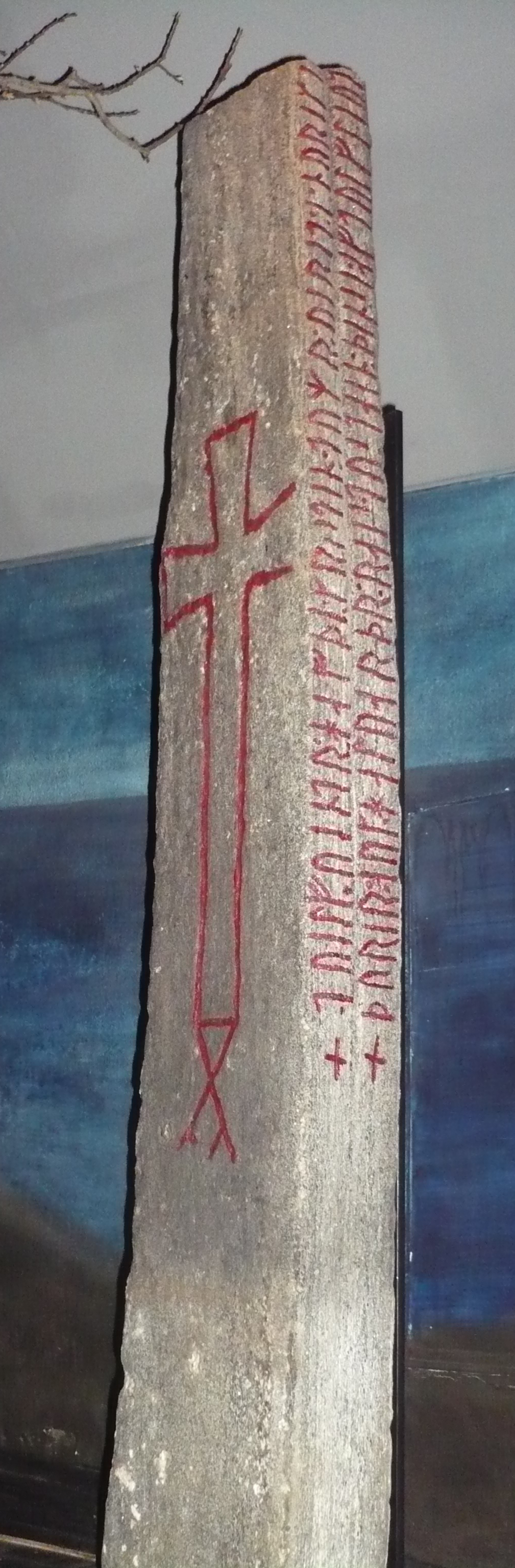
Kamień runiczny z Kuli

Kamień runiczny z Kuli (N 449) – kamień runiczny z początku XI wieku, pochodzący z niewielkiej wyspy Kuli, położonej pomiędzy wyspami Edøy i Smøla koło Kristiansund, około 110 kilometrów na zachód od Trondheim. Stanowi jedno ze świadectw chrystianizacji Norwegii.
Kamień ma 1,90 m wysokości i postać smukłego prostopadłościanu. Po raz pierwszy wzmiankowany w 1810 roku. Obecnie znajduje się w zbiorach Vitenskapsmuseet w Trondheim, gdzie został przeniesiony w 1913 roku. W miejscu pierwotnej lokalizacji kamienia ustawiono natomiast jego kopię.
Na jednej ze ścian kamienia wyryty został krzyż, na sąsiedniej natomiast biegnąca w dwóch rzędach inskrypcja runiczna. Z powodu odłamania się górnej części głazu końcówka inskrypcji pozostaje nieznana, na skutek działania czynników zewnętrznych niezbyt pewny jest także odczyt znaków, którymi zapisano imię osoby, której poświęcony był monument. Napis, odczytany po raz pierwszy w 1956 roku przez Aslaka Liestøla, głosi:
þurir:auk:haluarþr:raistuˑstain:þinsiˑaftu[l]f[l]iu[t]
tualf.uintˑha[f]þi:[k]ris[tinˑt]umr:uiri[t]ˑinuriki
„Tore i Hallvard wznieśli ten kamień po (Ulvjot). 12 zim mamy chrześcijaństwo w Norwegii”
Jest to pierwszy norweski zabytek pisany, w którym pojawia się nazwa chrześcijaństwo. Inskrypcja datowana jest na okres między 1000 a 1050 rokiem, nie ma jednak pewności co do identyfikacji wspomnianej daty zaprowadzenia chrześcijaństwa w Norwegii. Zdaniem badaczy może chodzić o wstąpienie na tron Olafa Tryggvasona w 995 roku lub bitwę pod Stiklestad w roku 1030. Podczas przeprowadzonych w 1984 roku prac archeologicznych w miejscu pierwotnej lokalizacji kamienia odkryto fundamenty drewnianego mostu, datowane metodą dendrochronologiczną na 1034 rok. Oznacza to, iż treść inskrypcji może odnosić się do tingu w Moster w 1022 roku, na którym zdecydowano o przyjęciu w Norwegii prawa chrześcijańskiego.